# Rich Sommer

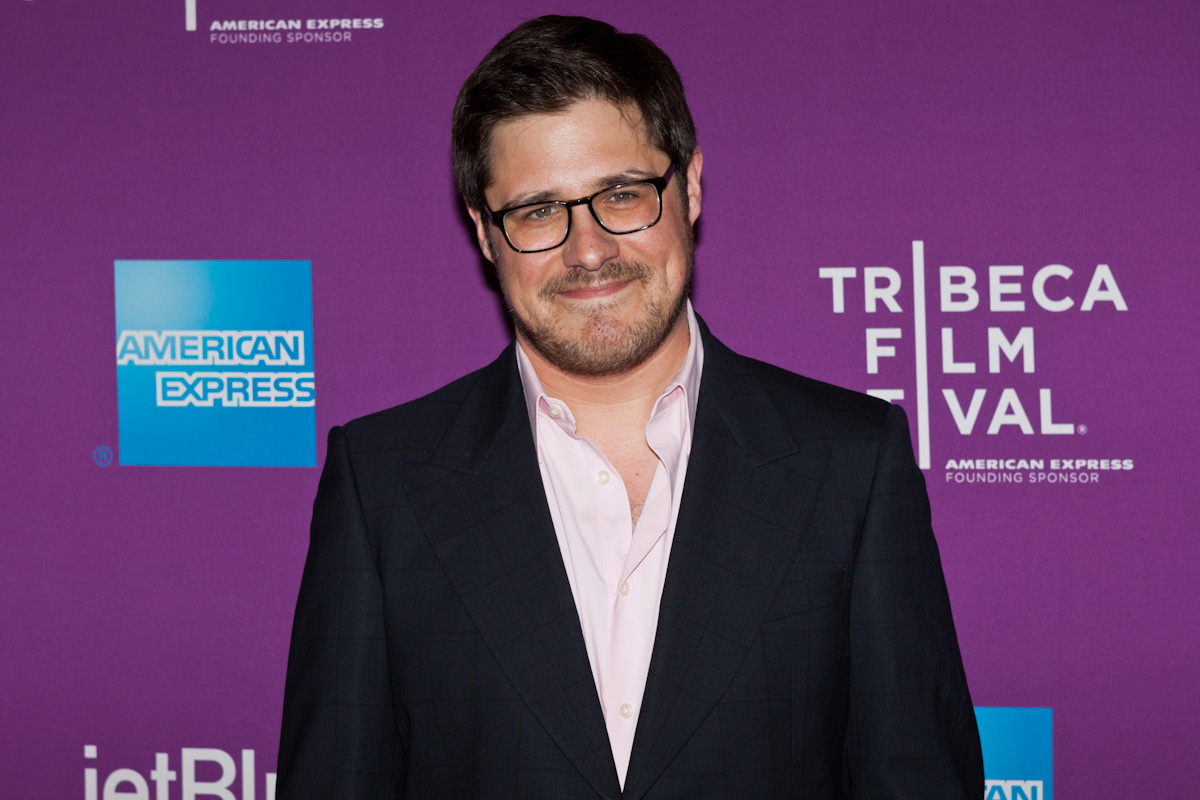
Sommer beim Tribeca Film Festival 2012

Richard „Rich“ Olen Sommer II (* 2. Februar 1978 in Toledo, Ohio) ist ein US-amerikanischer Schauspieler. Bekannt wurde er vor allem durch seine Rolle als Harry Crane in der Fernsehserie Mad Men.

## Leben
Sommer wuchs in Minnesota auf, wo er das Concordia College besuchte. 2004 machte er seinen Masterabschluss an der Case Western Reserve University. Seine erste größere Rolle hatte Sommer 2006 als Anne Hathaways Freund Doug in Der Teufel trägt Prada. 2007–2015 gehörte Sommer zum Ensemble der mehrfach preisgekrönten Fernsehserie Mad Men. Daneben hatte er Gastauftritte in zahlreichen Serien wie Without a Trace, Burn Notice,  Curb Your Enthusiasm und  Law & Order: Special Victims Unit. Im Jahr 2012 gab er sein Broadway-Debüt in der Komödie Harvey. Im Videospiel Firewatch sprach er die Figur des Henry.
Sommer lebt mit seiner Frau und zwei Kindern in Los Angeles.

## Filmografie (Auswahl)
- 2004: Death 4 Told
- 2006: Der Teufel trägt Prada (The Devil Wears Prada)
- 2007–2015: Mad Men (Fernsehserie, 92 Episoden)
- 2008: Das Büro (The Office, Fernsehserie, 2 Episoden)
- 2009: The Storm – Die große Klimakatastrophe (The Storm, Fernsehzweiteiler)
- 2010: Radio Free Albemuth
- 2010: Ugly Betty (Fernsehserie, 1 Episode)
- 2012: Celeste & Jesse (Celeste & Jesse Forever)
- 2012: The Giant Mechanical Man
- 2012: Fairhaven
- 2013, 2014, 2018: Elementary (Fernsehserie, 3 Episoden)
- 2015: My Name Is David
- 2015: Hello, My Name Is Doris
- 2015: Wet Hot American Summer: First Day of Camp (Fernsehserie, 6 Episoden)
- 2015: Good Session (Fernsehfilm)
- 2016: Masters of Sex (Fernsehserie, 2 Episoden)
- 2016–2020: Elena of Avalor (Animationsserie, Stimme)
- 2016: Grey’s Anatomy (Fernsehserie, 1 Episode)
- 2017–2019: GLOW (Fernsehserie, 12 Episoden)
- 2018: Summer of 84
- 2019–2020: In the Dark (Fernsehserie, 26 Episoden)
- 2020: Run (Fernsehserie, 5 Episoden)
- 2021: King Richard
- 2022–2023: Alice in der Wunderland-Bäckerei (Fernsehserie, Stimme, 8 Episoden)
- 2023: Fair Play
- 2023: BlackBerry

## Auszeichnungen (Auswahl)
- 2009: Screen Actors Guild Award in der Kategorie Bestes Schauspielensemble in einer Dramaserie für Mad Men
- 2010: Screen Actors Guild Award in der Kategorie Bestes Schauspielensemble in einer Dramaserie für Mad Men